# Пенкино (Владимирская область)
Пенкино — деревня в Камешковском районе Владимирской области России, центр Пенкинского сельского поселения.

## География
Село расположено на берегу реки Клязьма в 28 км на юг от Камешково близ федеральной автомобильной дороги М7 «Во́лга».

## История

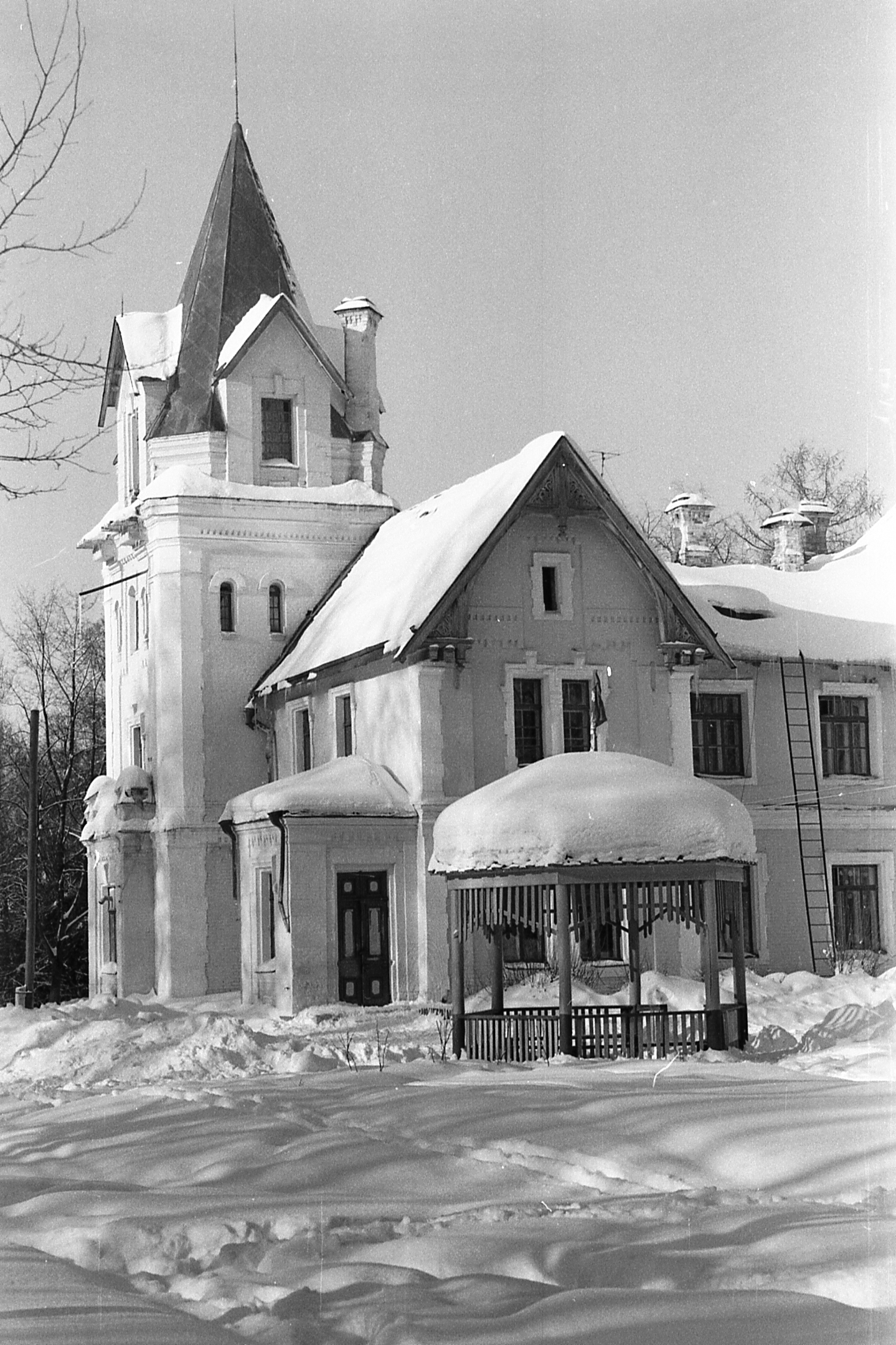
Пенкино. 1965 год

До революции село являлось центром Пенкинской волости Владимирского уезда. В 1859 году в деревне числилось 12 дворов, в 1905 году — 50 дворов, в 1926 году — 59 хозяйств, начальная школа.
В годы Советской власти — центр Пенкинского сельсовета Владимирского района, с 1940 года — Камешковского района.

## Население
| 1859 | 1905 | 1926 | 2002 | 2010 | 2021 |
| ---- | ---- | ---- | ---- | ---- | ---- |
| 117  | ↗221 | ↗260 | ↗440 | ↘403 | ↗481 |

## Инфраструктура
В деревне расположены фельдшерско-акушерский пункт, областной госпиталь для ветеранов войн, дом культуры, почтовое отделение, пожарная часть № 28, участковый пункт полиции.